# STS-74
STS-74 (ang. Space Transportation System) – misja amerykańskiego wahadłowca Atlantis na rosyjską stację kosmiczną Mir. Był to piętnasty lot promu Atlantis i siedemdziesiąty trzeci programu lotów wahadłowców.

## Załoga
źródło
- Kenneth Cameron (3)*, dowódca (CDR)
- James Halsell (2), pilot (PLT)
- Jerry Ross (5), specjalista misji (MS2)
- William McArthur (2), specjalista misji (MS3)
- Chris Hadfield (1), specjalista misji (MS1) (Kanada)

*(liczba w nawiasie oznacza liczbę lotów odbytych przez każdego z astronautów)

## Parametry misji
- Masa:
  - startowa orbitera: 112 358 kg[2]
  - lądującego orbitera: 92 701 kg[2]
  - ładunku: 6134 kg[2]
- Perygeum: 391 km
- Apogeum: 396 km
- Inklinacja: 51,6°
- Okres orbitalny: 92,4 min

## Cel misji
Drugie połączenie amerykańskiego wahadłowca z rosyjską stacją Mir, do której dołączono SDM (Shuttle Docking Module).
- Połączenie z Mirem: 15 listopada 1995, 06:27:38 UTC[1]
- Odłączenie od Mira: 18 listopada 1995, 08:15:44 UTC[1]
- Łączny czas dokowania: 3 dni 1 godzina 48 minut 6 sekund